# Света Ана (Олдерни)
Света Ана (енгл. Saint Anne) је највећи и главни град Олдернија. По проценама из 2010. у граду живи 2.000 становника.